# Берхану Нега
Берхану Нега (амх. ብርሃኑ ነጋ; 6 декабря 1958, Дэбрэ-Зэйт) — эфиопский экономист, предприниматель и политик, участник гражданской войны против режима ДЕРГ, активист оппозиционного движения против правительства РДФЭН. Мэр Аддис-Абебы в 2005. Политзаключённый в 2006—2007. После освобождения эмигрировал и возглавил повстанческое движение Ginbot 7. С 2019 — легальный политический деятель, лидер национал-либеральной партии Граждане Эфиопии за социальную справедливость. Министр образования в правительстве Абия Ахмед Али.

## Партизан и профессор
Родился в семье богатого предпринимателя-землевладельца. Учился в Университете Хайле Селассие. Однокурсниками Берхану Неги были Мелес Зенауи и Андаргачью Тсидж.
После прихода к власти марксистско-ленинского ДЕРГ Берхану Нега примкнул к леворадикальной студенческой оппозиции. Участвовал в акциях протеста. Вместе с двумя сёстрами вступил в Эфиопскую народно-революционную партию (ЭНРП), с 1977 участвовал в вооружённой борьбе с режимом Менгисту Хайле Мариама. Старшая сестра погибла в концлагере режима (по другой версии, приняла яд при аресте).
Был арестован, но сумел бежать в Тыграй. Из Тыграя через Судан перебрался в США. (Тот же путь проделал его друг Андаргачью Тсидж, но он эмигрировал в Великобританию, где получил учёную степень по философии.)
Получил экономическое образование в колледже Нью-Пальца (штат Нью-Йорк). Затем преподавал экономику в Бакнеллском университете. Получил учёное звание профессора экономики. Организовывал ежегодные научные конференции по проблемам Африканского Рога. Выступал как жёсткий противник режима Менгисту с лево-демократических позиций. Основал эмигрантскую Эфиопскую экономическую ассоциацию.

## Активист оппозиции
В 1994 году, после свержения режима Менгисту силами РДФЭН, Берхану Нега вернулся в Эфиопию. (Андаргачью Тсидж вернулся тремя годами раньше.) Занялся предпринимательством, учредил компанию по производству кукурузы и сельхозудобрений. Читал лекции на экономическом факультете Университета Аддис-Абебы. Возглавлял Институт экономических исследований, консультировал комиссию ООН по экономическим проблемам Эфиопии.
Первоначально Берхану Нега поддерживал РДФЭН. Но вскоре он стал критиковать авторитарно-репрессивное правление НФОТ Мелеса Зенауи. Выступил соучредителем оппозиционной партии Радуга Эфиопии: Движение за демократию и социальную справедливость. В апреле 2001 организовал студенческую дискуссию, переросшую в манифестацию протеста. При подавлении возникших беспорядков погибли десятки людей. За это был арестован, но через два месяца освобождён под залог.
На выборах 2005 «Радуга Эфиопии» выступала в составе оппозиционной социал-либеральной Коалиции за единство и демократию. Даже по официально объявленным итогам — которые подвергаются серьёзным сомнениям — Коалиция получила значительную поддержку избирателей: почти 20 %. Особенно заметным было преобладание оппозиции в Аддис-Абебе.
Оппозиция потребовала расследования фальсификаций. В столице прошли массовые демонстрации протеста. Власти бросили против демонстрантов вооружённую полицию. Погибли более 100 человек, арестованы более 30 тысяч.
В августе 2005 года Берхану Нега был избран мэром Аддис-Абебы. Но уже в октябре он был снят с должности, арестован и заключён в тюрьму. Amnesty International признала Негу и его соратников политзаключёнными. Находясь в тюрьме, Берхану Нега написал книгу Как прервали рассвет свободы, первоначально изданную в Уганде. Книга была запрещена в Эфиопии, но приобрела широкую популярность и распространялась как самиздат.
Берхану Нега Был освобождён через 21 месяц и в 2007 эмигрировал в США. В эмиграции Берхану Нега вернулся в Бакнеллский университет и участвовал в предвыборной кампании Барака Обамы, что не уберегло его от проблем с его администрацией впоследствии. Жёстко критиковал правительство Зенауи за диктаторское правление, нарушения прав человека, стимулирование инфляции, непомерные расходы на силы госбезопасности, сгоны десятков тысяч людей с земли, передаваемой китайским, саудовским и индийским структурам.

## Повстанческий командир
14 мая 2008 года Берхану Нега вместе с Андрагачью Тсиджем создал новую повстанческую организацию Ginbot 7 — ግንቦት 7. Название переводится как 15 Мая — дата эфиопских выборов 2005 года. Первоначально Тсидж занялся организацией боевиков на территории Эритреи, Нега — сбором финансовых средств в эфиопской диаспоре.
Организация поставила целью свержение «расистского и фашистского» режима РДФЭН путём гражданского сопротивления, установление в Эфиопии свободы, демократии и социальной справедливости. Особо подчёркивается равенство всех граждан независимо от политической или этнической принадлежности (прозрачный намёк на партию НФОТ, опирающуюся на народность тиграи). Установки во многом повторяют позиции ЭНРП времён гражданской войны (например, ЭНРП называла фашистским режим Менгисту).
24 апреля 2009 правительство Зенауи объявило о раскрытии заговора с целью государственного переворота. Были арестованы десятки активистов Ginbot 7. Проправительственные боевики ворвались в дом престарелых родителей Берхану Неги. В конце года Берхану Нега и четверо его соратников, также находящихся в эмиграции, были заочно приговорены к смертной казни. Ginbot 7 объявлен в Эфиопии «террористической организацией».
В 2014 году Андаргачью Тсидж был арестован в Йемене, депортирован в Эфиопию и заключён в тюрьму. На следующий год Берхану Нега взял на себя оперативное руководство вооружёнными формированиями Ginbot 7 в Эритрее. Численность боевиков на тот момент оценивалась примерно в 200 человек.
Базирование Ginbot 7 в Эритрее используется в пропаганде эфиопских властей — Нега изображается «иностранным агентом». Сближение Неги с диктаторским режимом Исайяса Афеворки вызывает отторжение и в США, которые в эфиопо-эритрейском конфликте поддерживают Аддис-Абебу. Со своей стороны, Берхану Нега благодарит эритрейские власти за поддержку и доказывает наличие положительных черт эритрейского режима (хотя, как утверждают знающие его люди, не имеет на этот счёт никаких иллюзий).
Берхану Нега подчёркивает, что африканские страны в борьбе за демократию не рассчитывают на поддержку Запада.

Эфиопия готова взорваться, достаточно поднести спичку. Но Запад не собирается одаривать африканцев демократией. Африканцы сами должны бороться.

Берхану Нега

В качестве прецедента Берхану Нега приводит Арабскую весну. Утверждает, что насилие правящего режима делает необходимым ответное организованное насилие. В 2016 году Берхану Нега заявил, что свержение режима в Эфиопии — вопрос четырёх-пяти лет и во всяком случае «не займёт десятилетия».
В феврале 2017 года Берхану Нега вновь прибыл в США и занялся сбором средств на вооружённую борьбу Ginbot 7. Американские сторонники эфиопского правительства высказали возмущение в связи с тем, что президент США Дональд Трамп допускал нарушение Закона о нейтралитете и позволял «якобы во имя демократии собирать деньги на террористическую армию из 200 человек, базирующуюся в Эритрее, государстве, которое называют африканской Северной Кореей».

## Возвращение в легальную политику
В апреле 2018 правительство Эфиопии возглавил Абий Ахмед Али. Новый премьер-министр приступил к широкомасштабным реформам. Провозглашена и по ряду признаков реализуется программа преобразований, включающая широкую демократизацию. Распущен РДФЭН (на его базе создана новая Партии процветания). После тридцатилетнего правления перешёл в оппозицию НФОТ. Этот курс характеризуется как «постепенное дистанцирование от этнического правления», отход от прежнего авторитарного режима, значительная либерализация и демократизация политической системы.
Были освобождены тысячи политзаключённых, в том числе Андаргачью Тсидж. В рамках политической амнистии сняты обвинения и отменён смертный приговор в отношении Берхану Неги. В новых условиях Берхану Нега счёл возможным прекратить вооружённую борьбу, вернуться в Эфиопию и перейти к мирной оппозиционной деятельности.
В мае 2019 на конференции в Аддис-Абебе была учреждена партия Граждане Эфиопии за социальную справедливость (ГЭСС). В её создании участвовали семь политических организаций, включая Ginbot 7. Консолидация достигнута на национал-либеральной платформе. 12 мая 2019 лидером партии избран Берхану Нега. Основными задачами партии он назвал содействие реформам, обеспечение стабильности и продвижение к демократии. На предстоящих в 2021 парламентских выборах ГЭСС выдвигает своего лидера на пост премьер-министра Эфиопии. Целью партии Берхану Нега определяет не победу на выборах, а упрочение демократии в стране.
Берхану Нега призывает к открытому диалогу всех политических сил, максимальному развитию федерализма и самоуправления, обеспечению этнического равноправия граждан Эфиопии и равноправного статуса регионов. При этом он предостерегает от вооружённого насилия, требует строгой ответственности за произвол и коррупцию.

## Правительственный пост
5 октября 2021 премьер-министр Абий переформировал кабинет по результатам июньских выборов, на которых убедительную победу одержала Партия процветания. Министром образования Эфиопии был назначен Берхану Нега и утверждён новым составом парламента.
Своим приоритетом на министерском посту Берхану Нега назвал расширение доступа и повышение качества образования. Перспективной задачей он видит формирование поколения, способного развивать в стране будущую экономику знаний. Берхану Нега отметил, что политические разногласия с Абием не мешают совместной работе в общенациональных интересах.

## Личность и семья
Родственники, друзья и знакомые Берхану Неги говорят о его поразительной цельности и убеждённости, доходящей до догматизма. Указывается на решительность, с которой он в 57 лет оставил комфортную жизнь американского профессора, чтобы возглавить на месте партизанские формирования. Прекращение вооружённой борьбы после изменения правительственной политики, переход к легальной оппозиционной деятельности восприняты как доказательство конструктивного настроя.

Должен ли я был оставаться академиком, восседающем в башне из слоновой кости? Или я должен был сделать что-то как гражданин?

Берхану Нега

Быт Берхану Неги отличается большой скромностью. Обстановка его комнаты в полевом штабе сравнивалась с монашеской кельей, единственное допускаемое излишество — ледяная водка Абсолют. Образ и распорядок жизни всецело подчинён задачам военной (в прошлом) и политической борьбы.
Берхану Нега женат, имеет двоих сыновей. Ияссу Нега — крупный американский предприниматель, знаком с Дональдом Трампом через его дочь.